# Independent-film
Independent-film (eller Indie-film) er film som produceres uden konventionel filmstøtte. Med filmstøtte menes i Danmark oftest økonomiske bidrag man kan ansøge om og få fra eksempel Det Danske Filminstitut.
I USA er definitionen noget anderledes, der anses independent-film ofte for en film som finansieres og produceret udenfor nogen af Hollywoods seks største filmselskaber (The Majors). Mange af disse filmselskaber producerer dog independent-film i datterselskaber. Warner Bros. har for eksempel en afdeling kaldet Warner Independent. Finansieringen af en independent-film kan blandt andet gøres genemm presales af visningsrettighederne.
Et eksempel på danske independent film er No Right Turn.
Eksempler på amerikanske independent-film er Sex, løgn og video, The Blair Witch Project, Mulholland Drive, Memento, Pulp Fiction og La La Land.

## Eksterne Links
- AMC Filmsite:50 GREATEST INDEPENDENT FILMS

by Empire Magazine